# Lycenchelys makushok
Lycenchelys makushok är en fiskart som beskrevs av Fedorov och Andriashev, 1993. Lycenchelys makushok ingår i släktet Lycenchelys och familjen tånglakefiskar. Inga underarter finns listade i Catalogue of Life.